# Seznam dílů seriálu Owari no Seraph
Toto je seznam dílů seriálu Owari no Seraph. Japonský animovaný seriál Owari no Seraph měl premiéru 4. dubna 2015. Vyrobilo jej Wit Studio. Seriál je adaptací stejnojmenné mangy, kterou od roku 2012 píše Takaja Kagami a ilustruje Jamato Jamamoto. Seriál se vysílal ve dvou řadách s čtvrtročním časovým odstupem.

## Přehled řad
| Řada | Díly | Premiéra v Japonsku | Premiéra v Japonsku |
| Řada | Díly | První díl           | Poslední díl        |
| ---- | ---- | ------------------- | ------------------- |
| 1    | 24   | 4. dubna 2015       | 26. prosince 2015   |

## Seznam dílů

### Owari no Seraph(2015)
| Č. v seriálu | Původní název                           | Režie                              | Scénář      | Premiéra v Japonsku |
| ------------ | --------------------------------------- | ---------------------------------- | ----------- | ------------------- |
| 1            | Kečimjaku no sekai 血脈のセカイ         | Daisuke Tokudo                     | Hiroši Seko | 4. dubna 2015       |
| 2            | Hamecu-go no ningen 破滅後のニンゲン    | Masaši Koizuka                     | Hiroši Seko | 11. dubna 2015      |
| 3            | Kokoro ni sumu oni 心に棲むオニ         | Tomokazu Tokoro                    | Hiroši Seko | 18. dubna 2015      |
| 4            | Kjúkecuki Mikaera 吸血鬼ミカエラ        | Juniči Takaoka                     | Hiroši Seko | 25. dubna 2015      |
| 5            | Kurooni to no keijaku 黒鬼とのケイヤク  | Šuhei Macušita                     | Hiroši Seko | 2. května 2015      |
| 6            | Atarašii kazoku 新しいカゾク            | Kei Andžiki                        | Hiroši Seko | 9. května 2015      |
| 7            | Micuba no čímu 三葉のチーム             | Tecuja Wakano                      | Hiroši Seko | 16. května 2015     |
| 8            | Senmecu no hadžimari 殲滅のハジマリ     | Masaki Ucunomija a Hironori Aojagi | Hiroši Seko | 23. května 2015     |
| 9            | Šúgeki no vanpaija 襲撃のヴァンパイア   | Takeši Ninomija                    | Hiroši Seko | 30. května 2015     |
| 10           | Sentaku no kekka 選択のケッカ           | Macuo Asami                        | Hiroši Seko | 6. června 2015      |
| 11           | Osananadžimi no saikai 幼馴染のサイカイ | Kunihiro Mori                      | Hiroši Seko | 13. června 2015     |
| 12           | Minna cumibito みんなツミビト           | Tošikazu Jošizawa                  | Hiroši Seko | 20. června 2015     |

### Owari no Seraph: Nagoja kessen-hen(2015)
| Č. v seriálu | Původní název                      | Režie                                                       | Scénář      | Premiéra v Japonsku |
| ------------ | ---------------------------------- | ----------------------------------------------------------- | ----------- | ------------------- |
| 13           | Ningen no sekai 人間のセカイ       | Tecuja Wakano                                               | Hiroši Seko | 10. října 2015      |
| 14           | Kósakusuru kankei 交錯するカンケイ | Tecuo Hirakawa                                              | Hiroši Seko | 17. října 2015      |
| 15           | Teikigun no jabó 帝鬼軍のヤボウ    | Fumihiro Ueno                                               | Hiroši Seko | 24. října 2015      |
| 16           | Gekki no górei 月鬼のゴウレイ      | Jošiaki Kjogoku                                             | Hiroši Seko | 31. října 2015      |
| 17           | Hangjakusuru kačiku 反逆するカチク | Jasuhiro Akamacu                                            | Hiroši Seko | 7. listopadu 2015   |
| 18           | Seigi no curugi 正義のツルギ       | Joko Kanamori                                               | Hiroši Seko | 14. listopadu 2015  |
| 19           | Šin'ja to Guren 深夜とグレン       | Kunihiro Mori                                               | Hiroši Seko | 21. listopadu 2015  |
| 20           | Oni no komoriuta 鬼のコモリウタ    | Tecuja Wakano                                               | Hiroši Seko | 28. listopadu 2015  |
| 21           | Uragiri no mikata 裏切りのミカタ   | Jošiaki Kjogoku                                             | Hiroši Seko | 5. prosince 2015    |
| 22           | Jú to Mika 優とミカ                | Šuhei Macušita                                              | Hiroši Seko | 12. prosince 2015   |
| 23           | Gómanna ai 傲慢なアイ              | Joko Kanamori, Jumi Kawai a Masaši Koizuka                  | Hiroši Seko | 19. prosince 2015   |
| 24           | Owari no serafu 終わりのセラフ     | Jumi Kawai, Jošiaki Kjogoku, Tecuja Wakano a Daisuke Tokudo | Hiroši Seko | 26. prosince 2015   |

### OVA (2016)
| Č. | Původní název                  | Režie           | Scénář   | Premiéra v Japonsku |
| -- | ------------------------------ | --------------- | -------- | ------------------- |
| 1  | Kjúkecuki šahal 吸血鬼シャハル | Hironori Aojagi | Attatory | 2. května 2016      |

## Vydání na Blu-ray a DVD

### První řada
| Č. | Datum vydání      | Díly  | Sériové číslo pro Blu-ray | Sériové číslo pro DVD | Zdroj |
| -- | ----------------- | ----- | ------------------------- | --------------------- | ----- |
| 1  | 24. června 2015   | 1–3   | GNXA-1401                 | GNBA-2401             | [ 1 ] |
| 2  | 23. července 2015 | 4–6   | GNXA-1402                 | GNBA-2402             | [ 2 ] |
| 3  | 26. srpna 2015    | 7–9   | GNXA-1403                 | GNBA-2403             | [ 3 ] |
| 4  | 26. září 2015     | 10–12 | GNXA-1404                 | GNBA-2404             | [ 4 ] |

### Druhá řada
| Č. | Datum vydání      | Díly  | Sériové číslo pro Blu-ray | Sériové číslo pro DVD | Zdroj |
| -- | ----------------- | ----- | ------------------------- | --------------------- | ----- |
| 1  | 25. prosince 2015 | 1–3   | GNXA-1405                 | GNBA-2405             | [ 5 ] |
| 2  | 27. ledna 2016    | 4–6   | GNXA-1406                 | GNBA-2406             | [ 6 ] |
| 3  | 9. března 2016    | 7–9   | GNXA-1407                 | GNBA-2407             | [ 7 ] |
| 4  | 30. března 2016   | 10–12 | GNXA-1408                 | GNBA-2408             | [ 8 ] |